# Crambionella orsini
Crambionella orsini is een schijfkwal uit de familie Catostylidae. De kwal komt uit het geslacht Crambionella. Crambionella orsini werd voor het eerst wetenschappelijk beschreven door Vanhoffen. 